# 1655

## Събития
- 25 март – Кристиян Хюйгенс открива Титан, най-големия спътник на Сатурн.
- 10 май – Английски войски акостират в Ямайка.
- 26 юни – битка на река Теляжен, ляв приток на река Прехова, в която сеймените са разгромени.

## Родени
- 13 май – Инокентий XIII, римски папа
- 12 септември – Себастиан дьо Бросар, френски композитор
- 24 ноември – Карл XI, шведски крал

## Починали
- 7 януари – Инокентий X, римски папа
- 28 юли – Сирано дьо Бержерак, френски драматург
- 24 октомври – Пиер Гасенди, френски философ, математик, астроном